# Didier Dubois
Didier Dubois (Francia, 22 de mayo de 1957) es un atleta francés retirado especializado en la prueba de 400 m, en la que consiguió ser medallista de bronce europeo en pista cubierta en 1984.

## Carrera deportiva
En los Juegos Mediterráneos celebrados en Split en 1979 ganó la medalla de plata en los 400 metros, con un tiempo de 46.11 segundos, tras su paisano francés Francis Demarthon (oro con 45.89 segundos que fue récord de los campeonatos) y por delante del yugoslavo Josip Alebić (bronce con 46.24 segundos).
En el Campeonato Europeo de Atletismo en Pista Cubierta de 1984 ganó la medalla de bronce en los 400 metros, con un tiempo de 47.29 segundos, tras el soviético Serguéi Lovachov y el italiano Roberto Tozzi.